# Koninklijk Fanfareorkest Volksopbeuring Massemen vzw

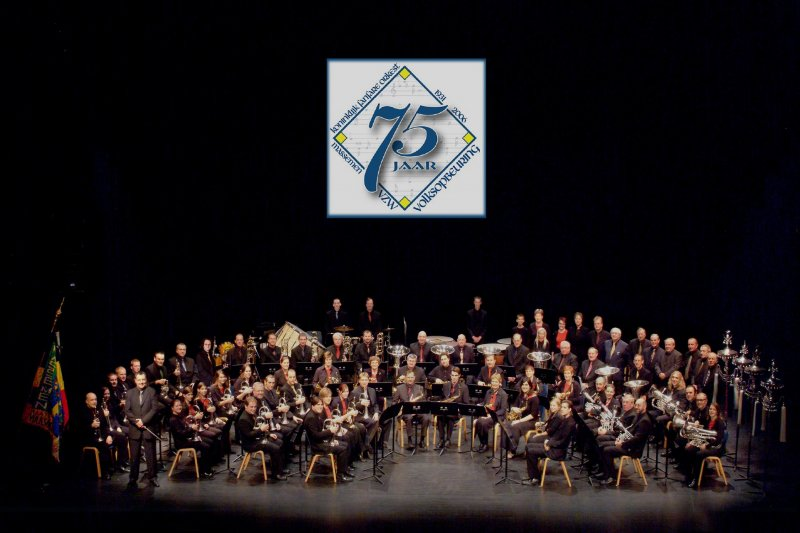
Groepsfoto ter gelegenheid van haar 75ste jubileum in 2006.

Het Koninklijk Fanfareorkest Volksopbeuring is een Belgisch fanfare-orkest uit Massemen (Wetteren).
Gesticht op 1 november 1931, is het Koninklijk Fanfareorkest Volksopbeuring Massemen uitgegroeid tot één der meest vooraanstaande muziekverenigingen van Oost-Vlaanderen. Sinds 1990 staat het orkest onder de muzikale leiding van dirigent Diederik De Roeck. Onder zijn leiding klasseerde het orkest zich in 2008 in de superieure afdeling, de hoogst mogelijk afdeling in het Belgisch systeem.
In 1994 bouwde het orkest haar eigen "Muzieklokaal" aan het Massemse dorpsplein. Deze repetitieruimte vormt nog steeds de thuishaven van het orkest.
Sinds 2006 heeft Volksopbeuring ook een eigen jeugdwerking via het Kopernootjes-project. Jeugd wordt op een speelse wijze gestimuleerd om muziekschool te volgen en krijgt binnen de eigen vereniging reeds koperblaasinstrumentenles door professionele muzikanten-lesgevers.

## Eigen themaconcerten

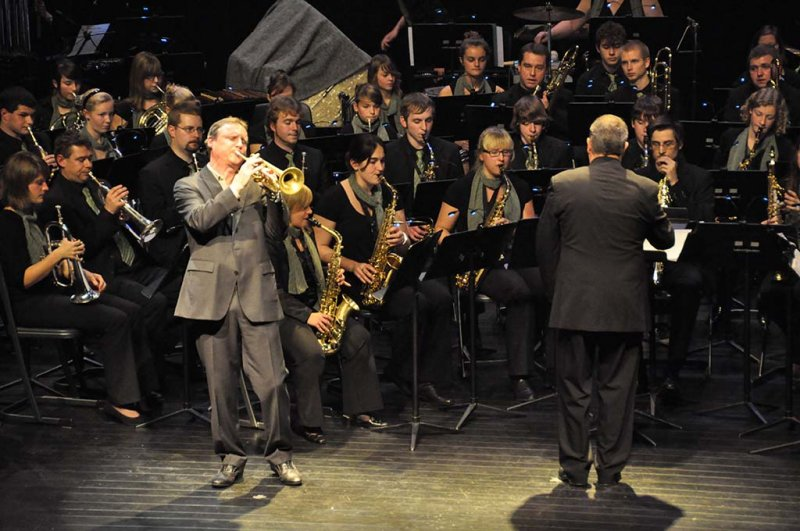
Bert Joris met KFO Volksopbeuring op het concert "Jazzy Fanfare Sounds" in 2011. © Heidi Portael

Het orkest wordt regelmatig gevraagd door andere organisaties en verenigingen om te concerteren. Daarnaast organiseert het fanfareorkest regelmatig grote concertprojecten. Zo geeft het orkest traditioneel in november twee grote concerten in CC Nova te Wetteren. Hieronder vindt u een opsomming van de belangrijkste concerten in eigen organisatie van KFO Volksopbeuring.
| Datum                  | Titel                         | Duiding |
| ---------------------- | ----------------------------- | --- |
| 9 en 10 november 2019  | Muziek & Magie                | Een magische concert met goochelaar Kobe Van Herwegen.                                                                                    |
| 16 en 17 november 2018 | APPart Concert                | Een concert in smartphone-thema waarbij het publiek gebruik mag maken van de Wolfgang-app op hun smartphone.                              |
| 17 en 18 november 2017 | KFO On Air                    | Een live radio-concert waarbij verschillende zenders en hun muziek worden gespeeld. Presentator Michel Follet leidt alles in goede banen. |
| 12 en 13 november 2016 | Cinema Concerten              | Een filmmuziekconcert met filmfragmenten en presentaties aan de hand van eigen geluids- en beeldopnames.                                  |
| 13 en 14 november 2015 | A Farewell to Arms            | Concert in thema van nooit meer oorlog, met o.a. jubileum 10 jaar Kopernootjes.                                                           |
| 08 maart 2015          | Er was eens...                | Een echt sprookjesconcert in samenwerking met de Muziekacadmie Aalst.                                                                     |
| 14 en 15 november 2014 | Reuzenconcert                 | Concert in thema van Wetteren met opvoering van de Reuzencantate. Bezoek door gouverneur Jan Briers.                                      |
| 15 en 16 november 2013 | Art Meets Music               | Concert in samenwerking met kunstkring Hernia en de slagwerkklas van de KUNSTacademie Wetteren.                                           |
| 9 en 10 november 2012  | Tripartite Concert            | Concert in samenwerking met strijkorkest 'La Sfida' van de KUNSTacademie Wetteren en pianist Frederik Martens.                            |
| 18 en 19 november 2011 | Jazzy Fanfare Sounds          | Concert met wereldvermaard Jazztrompettist Bert Joris.                                                                                    |
| 10 april 2011          | Passieconcert                 | Concert in thema van Pasen, in samenwerking met het Martinuskoor Massemen.                                                                |
| 12 en 13 november 2010 | Volksopbeuring in Concert     | Muzikaal afscheid en eerbetoon aan wijlen voorzitter Remi Van Bellegem.                                                                   |
| 13 en 14 november 2009 | Old Meets the Future          | Verschillende muziekgenres komen aan bod, uit verleden en heden. Met rockgroep 'Blue Caravan' als gast.                                   |
| 14 en 15 november 2008 | Irish and British Impressions | Muziekwerken in Ierse of Britse stijl, of van Britse componisten. Met gastact Ierse dans.                                                 |

## Palmares

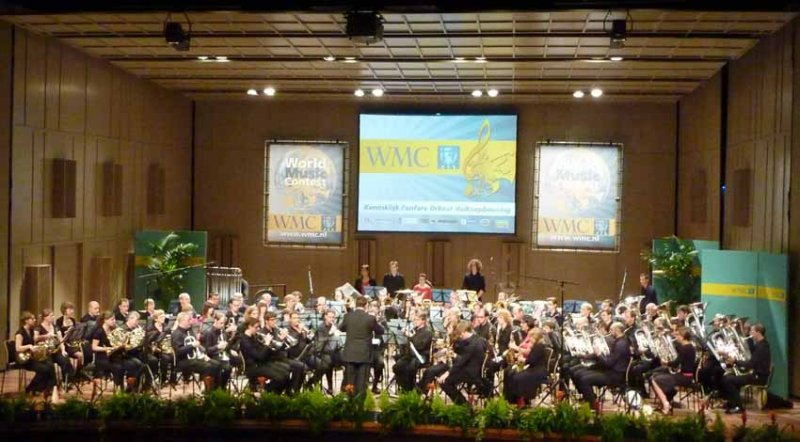
KFO Volksopbeuring op het WMC in 2009.

Hieronder vindt u de opvallendste resultaten op toernooien van KFO Volksopbeuring in de laatste jaren.

### Wereld Muziek Concours
| Jaartal | Locatie             | Divisie     | Resultaat  |
| ------- | ------------------- | ----------- | ---------- |
| 2017    | Kerkrade, Nederland | 3de divisie | 2de plaats |
| 2013    | Kerkrade, Nederland | 3de divisie | 4de plaats |
| 2009    | Kerkrade, Nederland | 2de divisie | 3de plaats |
| 2005    | Kerkrade, Nederland | 2de divisie | 2de plaats |
| 2001    | Kerkrade, Nederland | 3de divisie | 3de plaats |

### Provinciale subsidiewedstrijdenOost-Vlaanderen
| Jaartal | Locatie  | Resultaat                                            |
| ------- | -------- | ---------------------------------------------------- |
| 2016    | Berlare  | Bevestiging in superieure afdeling                   |
| 2012    | Ninove   | Bevestiging in superieure afdeling                   |
| 2008    | Wetteren | Promotie naar superieure afdeling                    |
| 2004    | Berlare  | Bevestiging in ere afdeling met grote onderscheiding |
| 2000    | Ninove   | Eerste klassering in ere afdeling                    |

### WedstrijdenFedekam/VLAMO
| Jaartal | Locatie | Prov/Nat    | Resultaat        | Afdeling            |
| ------- | ------- | ----------- | ---------------- | ------------------- |
| 2010    | Leuven  | Nationaal   | Vlamo Kampioen   | Superieure afdeling |
| 2010    | Lebbeke | Provinciaal | Kampioen         | Superieure afdeling |
| 2003    | Leuven  | Nationaal   | Vlamo Kampioen   | Ere afdeling        |
| 2002    | Berlare | Provinciaal | Kampioen         | Ere afdeling        |
| 2000    | Leuven  | Nationaal   | Fedekam Kampioen | Ere afdeling        |
| 1999    | Berlare | Provinciaal | Kampioen         | Ere afdeling        |
| 1998    | Leuven  | Nationaal   | Fedekam Kampioen | Uitmuntendheid      |
| 1997    | Berlare | Provinciaal | Kampioen         | Uitmuntendheid      |

## Concertreizen
- In de jaren '70 en '80 verbroederde KFO Volksopbeuring Massemen met Muzikzug TV uit Dauborn (Hünfelden,  Duitsland). Dit resulteerde in vele wederzijdse bezoeken van de twee orkesten. In 1978, 1980, 1982 en 1985 was het Muzikzug te gast in Massemen. In 1979, 1981, 1984 en 1986 zakte Volksopbeuring af naar Dauborn. Zelfs na het stopzetten van de verbroedering in 1991 volgden nog vele 'familiebezoeken'.
- In 1998 vond een 6-daagse concertreis plaats naar Växjö ( Zweden). KFO gaf o.a. het openingsconcert van Internationale Cultuurfestival van de stad Växjö.
- In 2001 nam het orkest deel aan het internationale blaasmuziekfestival in Going am Wilden Kaiser ( Oostenrijk).
- In 2004 vond een 4-daagse concertreis plaats naar Valletta ( Malta]) op uitnodiging van Maltese regering t.g.v. haar toetreding tot de Europese Unie. KFO Volksopbeuring gaf een galaconcert in presidentieel paleis, aperitiefconcert in Republic Street en nam deel aan een plechtigheid van de civiele bescherming in aanwezigheid van de president.
- In 2011 trok het orkest naar  Tsjechië voor haar deelname aan het Groot Blaasmuziekfestival te Slavkov en een slotconcert aan het paleis Liechtenstein te Praag.
- In 2014 maakte Volksopbeuring een concertreis naar Ötz ( Oostenrijk) op uitnodiging van "OETZ Tourismus". Ze gaf concerten tijdens het “wirtschafhtskorso” in Ötz en aan de Aqua dome in Längenfeld.

## Opnames
In 1999 bracht KFO Volksopbeuring haar eerste professioneel gerealiseerde CD "Progressions" uit. De titel 'Progression' verwijst naar de enorme vooruitgang die het fanfare-orkest realiseerde. In 2006 volgde een tweede CD "Trias", ter gelegenheid van haar 75ste jubileum. Op de cd zijn ook twee andere orkesten te beluisteren, nl. Koninklijke Muziekvereniging De Leiezonen Desselgem en Ensemble Kreato uit Halle. Alle orkesten staan onder leiding Dhr. Diederik De Roeck, en zijn geklasseerd in de hoogste VLAMO afdelingen. Meteen de aanleiding voor de titelkeuze ‘Trias’, wat staat voor drie-eenheid.

## Dirigenten
- 1931 - 1940: Ernest Beirnaert
- 1940 - 1946: Aimé Bockstaele
- 1946 - 1957: Gerard De Brouwer
- 1957 - 1959: Jules Cool
- 1959 - 1966: Maurits Van Hoorde
- 1966 - 1967: Alfons Raes
- 1967 - 1985: Willy Dauwe
- 1985 - 1986: Guido D'Hane
- 1987 -1988: Geert Steen
- 1988 - 1990: Geert Baetens
- 1990 - heden: Diederik De Roeck